# والتر جان ریموند
والتر جان ریموند (فوریه ۲۴، ۱۹۳۰ - اکتبر ۲۰۰۷) ناشر آمریکایی بود،استاد تمام عل.م سیاسی، و رئیس دانشکده علوم اجتماعی دانشگاه ساینت پاولز بود تا اینکه در سال ۱۹۸۶ بازنشسته شد. او عضو دولت زیرزمینی لهستانی بود و در سال ۱۹۹۱ به خاطر فعالیت‌هایش در جنگ جهانی دوم، صلیب پارتیزانی را از نیروهای لهستانی مسلح دریافت کرد.

## کارها
- والتر جان ریموند. (1992). سیاست: منتخبی از آمریکا و سیاست خارجی و قوانین و مقررات حقوقی, 7th ed. Lawrenceville, Virginia: Brunswick Publishing Corporation. ISBN 978-1-55618-008-8
- بلیاکوف، ولادیمیر ونیامینوویچ; و والتر جان ریموند، eds. (1994). قانون اساسی فدراسیون روسیه: با شرح و تفسیر. Lawrenceville, Virginia: Brunswick Publishing Corporation, 1994. ISBN 978-1-55618-142-9